# 米氏耳螺
米氏耳螺（学名：Ellobium aurismidae），是原始有肺目耳螺科耳螺属的一种。中国南部沿海均有分布。常栖息在淡水注入处及红树林泥海岸。
贝壳较大，壳顶钝，壳面灰白色，有细密的螺纹和生长纹。